# Lemmingpocok
A lemmingpocok (Lagurus lagurus) az emlősök (Mammalia) osztályának rágcsálók (Rodentia) rendjébe, ezen belül a hörcsögfélék (Cricetidae) családjába tartozó Lagurus nem egyetlen élő faja.
Egyes rendszerek az egérfélék családjába sorolják az állatot.

## Előfordulása
A lemmingpocok Ukrajna, Oroszország, Kazahsztán, Mongólia és Kína félsivatagos, sztyeppés területein él.

## Megjelenése
A lemmingpocok a törpehörcsögökre emlékeztető, szürke színű kis rágcsáló. Hossza 10–12 cm. Farka nagyon rövid. Különös ismertetőjele a háta közepén végigfutó fekete csík.

## Életmódja
A talajban ásott járatai rövidek, nem elágazóak és csak néhány centivel vannak a föld alatt. Nappal és éjszaka is aktív.
Táplálékát fűfélék, zöld növények és különféle magvak alkotják. Kedvenc eledele a virághagyma, elfogyasztja az nőszirom, a tulipán és a pusztai hagymafélék hagymáit. Étrendjét sáskákkal, szöcskékkel egészíti ki.

## Szaporodása

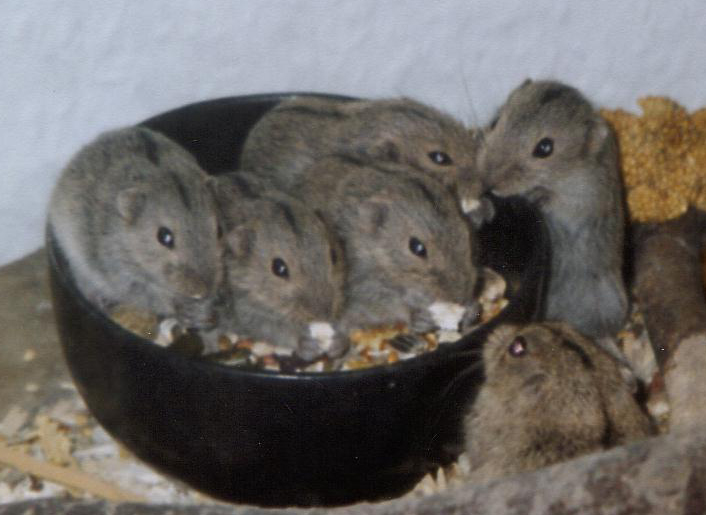
Fiatal lemmingpockok

A lemmingpocok rendkívül intenzíven szaporodik. Szaporodási időszaka áprilistól októberig tart.
A nőstény 21 napos vemhesség után átlagosan 5-7 kölyköt hoz a világra. A kicsik nagyon gyorsan növekednek, 3-4 naposan már pihés szőr borítja testüket. A szemük a 10. napon nyílik ki. 2 hetesen elkezdenek kijárni a fészekből és már szilárd táplálékot is fogyasztanak. Anyjuk 3 hetes korukban választja el őket. A nőstény a szülés után azonnal párzik a hímmel, ezért ekkor már kell a hely a következő nemzedéknek.

### Gradáció
A lemmingpockokra nem jellemző a klasszikus lemming-vándorlás, de gyors szaporodásuknak köszönhetően állományukban gradáció előfordulhat.